# Zápas o titul mistryně světa v šachu 1978
Jedenáctý zápas o titul mistryně světa v šachu byl ve znamení střídání na ženském šachovém trůnu. Vyzývatelkou již několikanásobné mistryně světa Nony Gaprindašviliové byla Maja Čiburdanidzeová. Zápas se uskutečnil od 18. srpna do 5. října roku 1978 v Picundě v Sovětském svazu. Hlavním rozhodčím byl Jaroslav Šajtar z Československa, sekundanti Gaprindašviliové Ajvars Gipslis a Sergej Makaryčev a sekundantem Čiburdanidzeové Tamaz Georgadze. Zápas rozhodly dvě vítězství vyzývatelky za sebou ve 4. a 5. partie, když vedení již nepustila. Zvítězila nakonec 8,5:6,5.

## Tabulka
| č. | Šachistka             | Země          | 1 | 2 | 3 | 4 | 5 | 6 | 7 | 8 | 9 | 10 | 11 | 12 | 13 | 14 | 15 |  | + | − | = | Body |
| -- | --------------------- | ------------- | - | - | - | - | - | - | - | - | - | -- | -- | -- | -- | -- | -- |  | - | - | - | ---- |
| 1  | Nona Gaprindašviliová | Sovětský svaz | ½ | ½ | ½ | 0 | 0 | ½ | 1 | ½ | 0 | ½  | 1  | ½  | 0  | ½  | ½  |  | 2 | 4 | 9 | 6,5  |
| 2  | Maja Čiburdanidzeová  | Sovětský svaz | ½ | ½ | ½ | 1 | 1 | ½ | 0 | ½ | 1 | ½  | 0  | ½  | 1  | ½  | ½  |  | 4 | 2 | 9 | 8,5  |